# Zine El Abidine Ben Ali
Zine El Abidine Ben Ali (Hammam Sousse, 3 de setembro de 1936 — Jidá, 19 de setembro de 2019) foi um general, político e ditador tunisiano, que liderou seu país de 7 de novembro de 1987 até 14 de janeiro de 2011. Foi destituído por ocasião dos protestos de 2010-2011, origem da chamada Revolução de Jasmim.

## Biografia
A 2 de Outubro de 1995 foi agraciado com a Grã-Cruz da Ordem do Infante D. Henrique de Portugal.

## Protestos e destituição
Diante de protestos generalizados da população e da perda de confiança por parte dos militares, Ben Ali foi obrigado a renunciar no dia 14 de janeiro de 2011 e fugir para a Arábia Saudita. No dia 20 de junho de 2011, ele e sua mulher, Leïla Ben Ali, foram condenados a 35 anos de prisão por desvio de verbas públicas.
Em 13 de junho de 2012, ainda asilado na Arábia Saudita, Ben Ali foi condenado à prisão perpétua à revelia por um tribunal militar de seu país, por crimes ocorridos durante a repressão aos manifestantes da Primavera Árabe na Tunísia.

## Morte
Ben Ali faleceu em 19 de setembro de 2019, aos 83 anos de idade, exilado na Arábia Saudita.